# Forsterinaria rotunda
Forsterinaria rotunda is een vlinder uit de onderfamilie Satyrinae van de familie Nymphalidae.
De voorvleugellengte van de imago bedraagt 23 tot 26 millimeter. De soort komt voor in Peru.
De wetenschappelijke naam van de soort is voor het eerst geldig gepubliceerd door Peña & Lamas in 2005.